# Stationswijk (Sint-Truiden)
De Stationswijk is een wijk van Sint-Truiden, pal ten westen van de oude stadskern.
De wijk werd aangelegd vanaf omstreeks 1882, het jaar dat het Station Sint-Truiden werd geopend. Vanaf het station stralen een aantal straten uit (Stationsstraat, Gazometerstraat, Prins Albertlaan) en de ruimte tussen station en binnenstad werd eind 19e en begin 20e eeuw opgevuld met bebouwing.
Het tijdvak van uitbreiding (belle époque) weerspiegelt zich in de bouwstijlen van de burgerhuisen die daar werden gebouwd: neoclassicisme (Stationsstraat), eclecticisme (Prins Albertlaan en Leopold II straat) en art-nouveaustijl (Leopold II straat).
De Stationswijk is gelegen tussen de tuinwijk Nieuw-Sint-Truiden en de binnenstad van Sint-Truiden.